# Aron Jerndahl
Aron Jerndahl, född 1 januari 1858 i Enköping,  död 9 mars 1936 i Stockholm, var en svensk skulptör.
Aron Jerndahl studerade vid Konstakademien i Köpenhamn 1886 och vid Kröyers målarskola 1888-91. Han utförde kragstensreliefen Överförandet av Sankt Eriks skrin i Uppsala domkyrka 1891, halvfigursbilderna Den gamle 1900 och Det lider mot skymning 1902, båda huggna i sandsten i Östermalms folkskola, 1904. Ett exemplar i brons av den sistnämnda är uppställt i Østre Anlæg i Köpenhamn.  

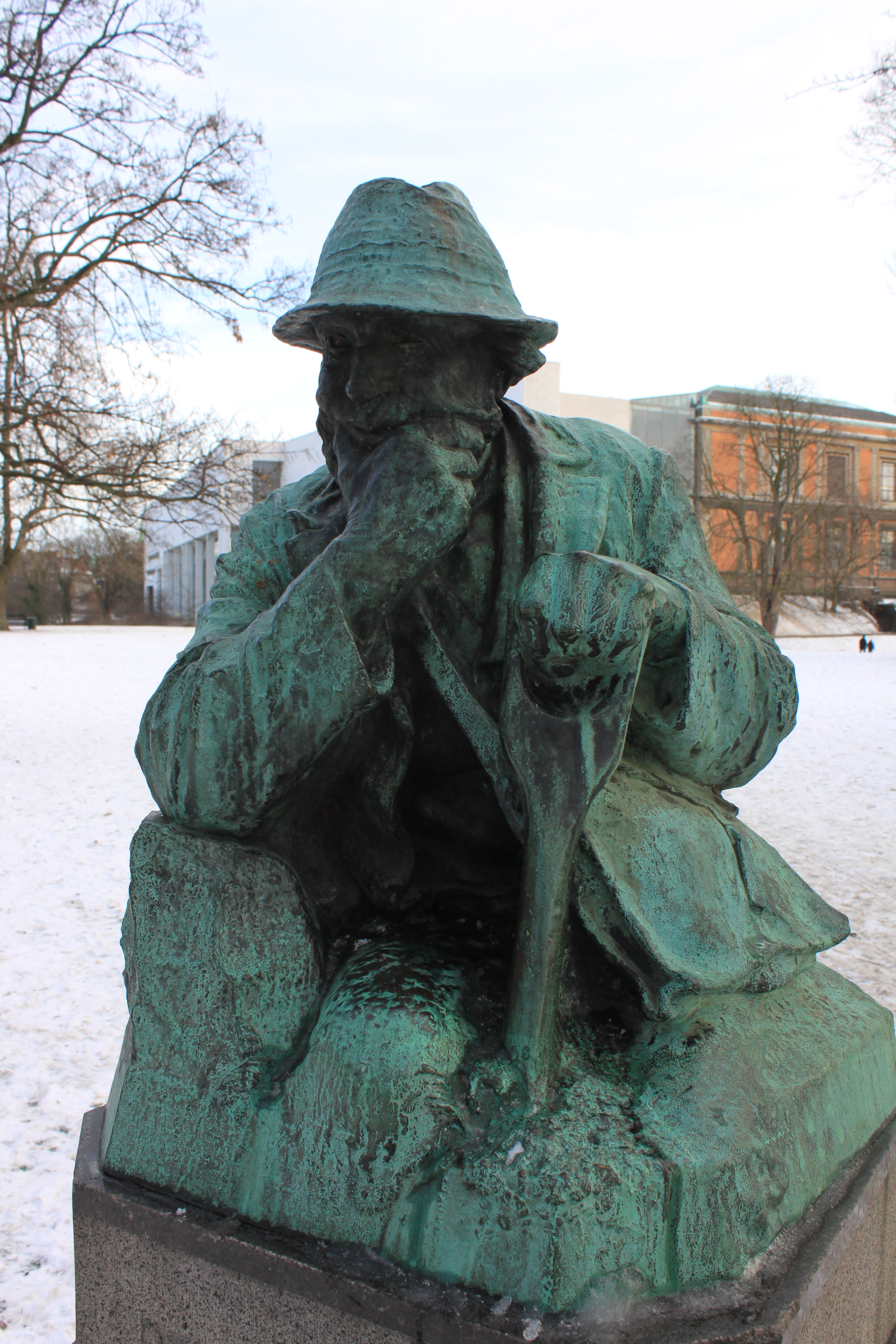
Det lider mot skymning i Köpenhamn

Andra verk av Jerndahl är Våren kommer (byst av bondflicka, Göteborgs museum, 1901, brons), reliefen Vårt dagliga bröd 1902, bysten Mask ur livets karneval, brons 1903, Nationalmuseum), och På obruten mark, gips 1904. Han utförde många statyetter av svenska folktyper samt vaser, skålar, bläckhorn och annat med figurer (bland annat en tennskål med reliefen Bonddans 1903). Aron Jerndahl avbildade bönder och i Det lider mot skymning är den gamle bonden kärnfullt karakteriserad. Många av de små bilderna är skisserade med bastant humor.
Jerndahl är representerad vid Nationalmuseum och Prins Eugens Waldemarsudde.